# Барт — гений
«Bart the Genius» (с англ. — «Барт — гений») — вторая серия первого сезона мультсериала «Симпсоны». Впервые вышла 14 января 1990 года на телеканале «Fox».

## Сюжет
В начале серии семья играет в скрэббл. Барт, желая закончить раньше всех игру, выигрывает, сложив несуществующее слово «Квиджибо», объяснив его значение как «большая глупая лысая американская обезьяна без подбородка» (Мардж добавила, что она «с тяжёлым характером»).
На следующее утро в школе, Барт рисует баллончиком на стене карикатуру на Скиннера, а Мартин Принс сдаёт его. Скиннер приказывает Барту зайти к нему в кабинет после уроков. Перед началом теста на интеллект, Мартину удаётся пересадить Барта к окну, чтобы он не списывал, а сам, закончив раньше всех, строил ему с улицы гримасы. Тогда разозлённый Барт, не справившись с тестом самостоятельно, в отместку меняет фамилии на тестах, присваивая себе работу Мартина.
Когда Гомер и Мардж приходят в кабинет директора, Скинер им намекает, что ущерб школьного имущества оценил в 75 долларов. Гомер выплачивает ущерб. Секретарь директора Скиннера говорит ему по связи что его хочет видеть школьный психолог, и тот говорит, что Барт — одарённый ребёнок. Результат теста на интеллект составил 216 баллов. Его переводят в специальную школу для одаренных детей. Там Барт чувствует себя не в своей тарелке: он почти ничего не понимает на уроках, а новые одноклассники над ним смеются, что благодаря своими знаниями и хитростью заставляют его отдать им свой обед. В семье к Барту особое отношение: Мардж ведёт сына на оперу «Кармен» на русском языке, а затем на фестиваль шведского авторского кино, чтобы подпитать его ум, но его это раздражает. Барт и Гомер, вместо того, чтобы пойти на фестиваль, играют в бейсбол. Мальчик решает зайти в старую школу, но его бывшие одноклассники презирают «книжного червя», посчитав, что он самый умный. Барту надоедает такая жизнь, но он не решается признаться отцу, что он не гений. Неудачный эксперимент на уроке химии, в результате которого кабинет покрылся липкой зеленой слизью, становится последней каплей: Барт признаётся в жульничестве сначала психологу, а затем и Гомеру. Мальчик говорит, что это не должно помешать им с отцом по-прежнему проводить время вместе (ведь за неделю они сблизились), но Гомер приходит в бешенство. Гомер намерен душить Барта за его обман, но он убегает, закрывшись в комнате, а Гомер продолжает сердито стучать в дверь в его комнату. Даже оскорбление усилило гнев Гомера.